# Live at Sweet Basil (альбом Валерия Пономарёва)
Live at Sweet Basil — первый концертный альбом американского джазового трубача Валерия Пономарёва, записанный 16 июля 1993 года в джаз-клубе Sweet Basil в Нью-Йорке при участии тенор-саксофониста Дона Брейдена, пианиста Джона Хикса, басиста Питера Вашингтона и барабанщика Виктора Джонса. Релиз пластинки состоялся в 1994 году на лейбле Reservoir Records.

## Отзывы критиков
| Оценки критиков                   | Оценки критиков |
| Источник                          | Оценка          |
| --------------------------------- | --------------- |
| AllMusic                          | [ 1 ]           |
| The Encyclopedia of Popular Music | [ 2 ]           |

Scott Yanow из AllMusic написал: «Как ни странно, весь этот диск состоит из одного музыкального сета. Музыкантов вдохновили пять оригинальных хард-боповых композиций лидера, а также „Theme for Ernie“ (которую Джон Колтрейн записал десятилетиями ранее). „My Alter Ego“, дуэт трубы и барабанов, является изюминкой, но весь этот сет даёт хорошую выборку постоянно недооцениваемых талантов Пономарёва».
Рецензент JazzTimes Грег Робинсон отметил, что Пономарёв работает над расширением своего композиционного и импровизационного диапазона, а среди прочих сюрпризов диск содержит первую длинную «свободную» импровизацию трубача, записанную дуэтом с барабанщиком Виктором Джонсом.

## Список композиций
Вся музыка написана Валерием Пономарёвым, за исключением отмеченных.
1. «Announcement» — 0:42
2. «Valery’s Changes» — 13:15
3. «Be Careful of Dreams» — 10:15
4. «Friend or Foe» — 14:00
5. «Theme for Ernie» (Фред Лейси) — 9:24
6. «My Alter Ego» — 7:26
7. «Shocking News» — 12:54

## Участники записи
- Бас-гитара — Питер Вашингтон
- Тенор-саксофон — Дон Брейден
- Труба — Валерий Пономарёв
- Ударные — Виктор Джонс
- Фортепиано — Джон Хикс

Все данные взяты из примечаний к альбому